# Balanstraße 29 (München)

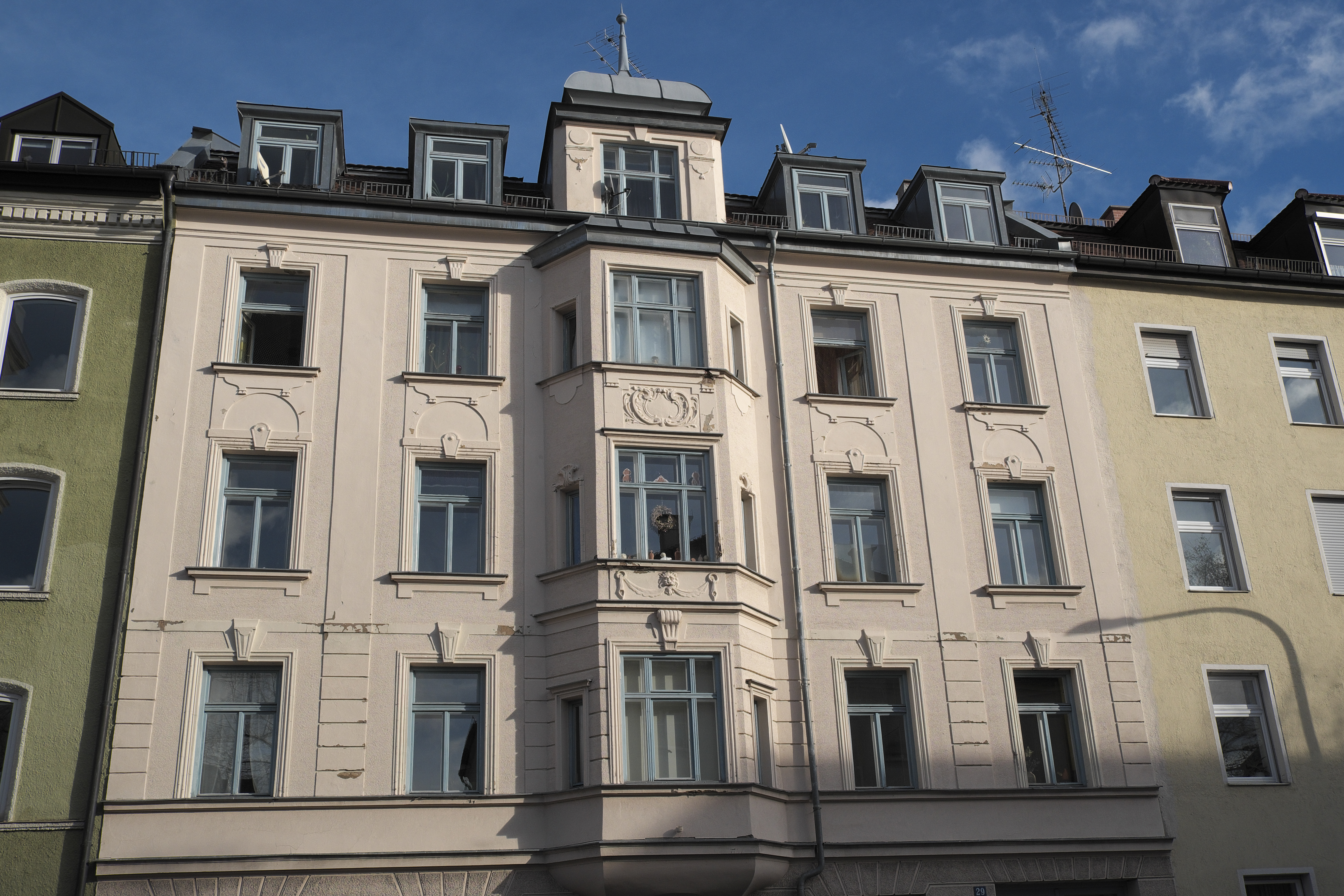
Haus Balanstraße 29 in München-Haidhausen

Das Haus Balanstraße 29 ist ein denkmalgeschütztes Mietshaus im Münchner Stadtteil Haidhausen.
Der neubarocke Bau mit Erker und Stuckdekor wurde um 1890/1900 errichtet.